# Patrick Bruel

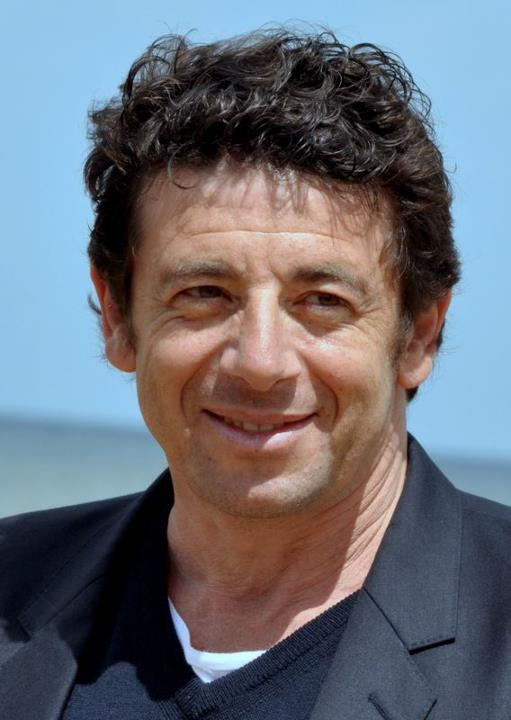
Patrick Bruel (2012)

Patrick Bruel [patʁik bʁyɛl] (* 14. Mai 1959 in Tlemcen, Algerien als Patrick Benguigui) ist ein französischer Sänger, Schauspieler und professioneller Pokerspieler. Nach einem französischen Dekret im Jahre 2003 durfte Patrick Bruel offiziell den Namen Patrick Bruel-Benguigui annehmen.

## Leben
Patrick Bruels Eltern Pierre Benguigui und Augusta Kammoun, die sich 1960 scheiden ließen, verließen wie fast alle algerischen Juden Algerien 1962 nach der Unabhängigkeit des Landes. Patrick Bruel wuchs bei seiner Mutter auf, die sich in den sechziger Jahren in Argenteuil, einem Vorort von Paris, niederließ.
1979 hatte er seine erste Rolle in einem französischen Kinofilm. Seitdem steht er regelmäßig in französischen Film- und Fernsehproduktionen vor der Kamera. 2001 erhielt er für seine Rolle in dem Film Le lait de la tendresse humaine in Locarno eine Auszeichnung und 2013 eine Nominierung für einen César in Der Vorname.
Von 2004 bis 2007 war Patrick Bruel mit der französischen Autorin und Filmregisseurin Amanda Sthers (alias Amanda Maruani) verheiratet und hat mit ihr zwei Söhne.
Bruel engagiert sich seit Beginn seiner Karriere politisch. In den 1980er Jahren unterstützte er die Organisation S.O.S. racisme, 1995 verlegte er geplante Konzerte in Orten mit Bürgermeistern der rechten Partei Front national in benachbarte Städte.
Im Jahr 1998 erhielt er für sein Engagement den Nationalverdienstorden Ordre national du Mérite.

## Musik
Sein erstes Album Vide hatte 1981 keinen Erfolg. 1984 machte er mit dem Chanson Marre de cette nana-là auf sich aufmerksam, insbesondere auch mit seinem ersten Fernsehauftritt in La Chance aux chansons von Pascal Sevran. Sein zweites Album kam 1987 heraus, in jenem Jahr gab er auch ein Konzert im Pariser L’Olympia. 1989 wurde sein Chanson Casser la voix ein großer Erfolg. Mit dem zugehörigen Album Alors regarde brach er in Frankreich alle Rekorde und versetzte die französische Musikwelt ins Staunen. Gleich die erste ausgekoppelte Single landete auf Platz eins der Hitparade, das Album wurde drei Millionen Mal verkauft. Bruels Konzerttournee 1990/1991 hatte über eine Million Zuhörer.
Mit seinen romantischen Chansons, die von Liebe, Kraft und Ehrlichkeit handelten, traf er den Nerv der Jugend, vor allem der weiblichen. In Frankreich prägte sich auf Grund des Verhaltens der jugendlichen Fans der an die Beatles angelehnte Begriff „Bruelmania“. Mit mehr als acht Millionen verkauften Tonträgern ist Bruel einer der erfolgreichsten französischsprachigen Musiker.
Bruel nimmt regelmäßig an dem jährlichen Wohltätigkeitskonzert der Enfoirés, dem größten Medienereignis in der francophonen Welt, teil.

## Diskografie

### Studioalben
| Jahr | Titel                          | Höchstplatzierung, Gesamtwochen, AuszeichnungChartplatzierungen (Jahr, Titel, Platzierungen, Wochen, Auszeichnungen, Anmerkungen) | Höchstplatzierung, Gesamtwochen, AuszeichnungChartplatzierungen (Jahr, Titel, Platzierungen, Wochen, Auszeichnungen, Anmerkungen) | Höchstplatzierung, Gesamtwochen, AuszeichnungChartplatzierungen (Jahr, Titel, Platzierungen, Wochen, Auszeichnungen, Anmerkungen) | Höchstplatzierung, Gesamtwochen, AuszeichnungChartplatzierungen (Jahr, Titel, Platzierungen, Wochen, Auszeichnungen, Anmerkungen) | Anmerkungen                                                             | [↑]: gemeinsam behandelt mit vorhergehendem Eintrag; [←]: in beiden Charts platziert |
| Jahr | Titel                          | DE | CH | FR | BEW | Anmerkungen                                                             |                                                                                      |
| ---- | ------------------------------ | --- | --- | --- | --- | ----------------------------------------------------------------------- | ------------------------------------------------------------------------------------ |
| 1986 | De face                        | — | — | FR32 (9 Wo.)FR | — | Charteinstieg in FR erst 2000                                           |                                                                                      |
| 1989 | Alors regarde                  | — | CH— PlatinCH | FR62 Diamant · (4 Wo.)FR | BEW5 (… Wo.)BEW | Erstveröffentlichung: 9. November 1989 Charteinstieg FR: 2000, BE: 2024 |                                                                                      |
| 1994 | On s’était dit…                | — | — | FR165 (1 Wo.)FR | BEW9 (10 Wo.)BEW | Erstveröffentlichung: 12. Dezember 1994 Charteinstieg FR: 2010          |                                                                                      |
| 1995 | Bruel                          | — | CH— GoldCH | FR150 ×2Doppelplatin · (1 Wo.)FR                                                                                                  | — | Charteinstieg in FR erst 2001                                           |                                                                                      |
| 1999 | Juste Avant                    | — | CH32 Gold · (44 Wo.)CH | FR1 Diamant · (108 Wo.)FR | BEW1 Platin · (80 Wo.)BEW | Erstveröffentlichung: 16. April 1999                                    |                                                                                      |
| 2002 | Entre-Deux                     | DE99 (1 Wo.)DE | CH2 Platin · (35 Wo.)CH | FR1 Diamant · (85 Wo.)FR | BEW1 Platin · (55 Wo.)BEW | Erstveröffentlichung: 3. Juni 2002                                      |                                                                                      |
| 2006 | Des souvenirs devant…          | — | CH6 Gold · (17 Wo.)CH | FR1 ×2Doppelplatin · (80 Wo.)FR                                                                                                   | BEW1 Gold · (70 Wo.)BEW | Erstveröffentlichung: 20. März 2006                                     |                                                                                      |
| 2012 | Lequel de nous                 | — | CH7 (13 Wo.)CH | FR1 ×3Dreifachplatin · (106 Wo.)FR                                                                                                | BEW1 Platin · (93 Wo.)BEW | Erstveröffentlichung: 26. November 2012                                 |                                                                                      |
| 2015 | Très souvent, je pense à vous… | — | CH6 (17 Wo.)CH | FR5 ×2Doppelplatin · (30 Wo.)FR                                                                                                   | BEW4 (49 Wo.)BEW | Erstveröffentlichung: 27. November 2015                                 |                                                                                      |
| 2018 | Ce soir on sort…               | — | CH2 (28 Wo.)CH | FR2 ×2Doppelplatin · (91 Wo.)FR                                                                                                   | BEW2 Platin · (70 Wo.)BEW | Erstveröffentlichung: 2. November 2018                                  |                                                                                      |
| 2022 | Encore une fois                | — | CH3 (8 Wo.)CH | FR2 Platin · (55 Wo.)FR | BEW1 (32 Wo.)BEW | Erstveröffentlichung: 18. November 2022                                 |                                                                                      |
| 2023 | Une fois encore                | —[CH: ↑][FR: ↑] | CH3 (8 Wo.)CH | FR2 Platin · (55 Wo.)FR | BEW6 (14 Wo.)BEW | Erstveröffentlichung: 17. November 2023                                 |                                                                                      |

grau schraffiert: keine Chartdaten aus diesem Jahr verfügbar
Weitere Studioalben
- 1995: Placa de los héroes

### Livealben
| Jahr | Titel                               | Höchstplatzierung, Gesamtwochen, AuszeichnungChartplatzierungen (Jahr, Titel, Platzierungen, Wochen, Auszeichnungen, Anmerkungen) | Höchstplatzierung, Gesamtwochen, AuszeichnungChartplatzierungen (Jahr, Titel, Platzierungen, Wochen, Auszeichnungen, Anmerkungen) | Höchstplatzierung, Gesamtwochen, AuszeichnungChartplatzierungen (Jahr, Titel, Platzierungen, Wochen, Auszeichnungen, Anmerkungen) | Höchstplatzierung, Gesamtwochen, AuszeichnungChartplatzierungen (Jahr, Titel, Platzierungen, Wochen, Auszeichnungen, Anmerkungen) | Anmerkungen                             |
| Jahr | Titel                               | DE | CH | FR | BEW | Anmerkungen                             |
| ---- | ----------------------------------- | --- | --- | --- | --- | --------------------------------------- |
| 2001 | Rien ne s’efface                    | — | CH12 (17 Wo.)CH | FR2 Platin · (40 Wo.)FR | BEW1 Gold · (26 Wo.)BEW | Erstveröffentlichung: 12. Mai 2001      |
| 2003 | Entre deux à l’Olympia              | — | — | FR21 (17 Wo.)FR | BEW16 (8 Wo.)BEW | Erstveröffentlichung: 10. Juni 2003     |
| 2007 | Live – Des souvenirs … ensemble     | — | CH45 (5 Wo.)CH | FR12 (23 Wo.)FR | BEW8 (23 Wo.)BEW | Erstveröffentlichung: 23. November 2007 |
| 2009 | Seul … ou presque                   | — | CH41 (2 Wo.)CH | FR9 (16 Wo.)FR | BEW3 (21 Wo.)BEW | Erstveröffentlichung: 15. Juni 2009     |
| 2014 | Live 2014                           | — | CH25 (5 Wo.)CH | FR6 Platin · (20 Wo.)FR | BEW2 (42 Wo.)BEW | Erstveröffentlichung: 8. Dezember 2014  |
| 2016 | Bruel Barbara – Le Châtelet         | — | — | FR55 (5 Wo.)FR | BEW28 (3 Wo.)BEW | Erstveröffentlichung: 2. Dezember 2016  |
| 2020 | Ce soir … ensemble (Tour 2019-2020) | — | CH30 (4 Wo.)CH | FR15 Gold · (20 Wo.)FR | BEW3 (24 Wo.)BEW | Erstveröffentlichung: 4. Dezember 2020  |

Weitere Livealben
- 1987: Live Olympia ’87
- 1991: Si ce soir … (FR: Platin)
- 1995: On s’était dit …
- 1996: Si ce soir … Vol. 1
- 1996: Si ce soir … Vol. 2

### Kompilationen
| Jahr | Titel       | Höchstplatzierung, Gesamtwochen, AuszeichnungChartplatzierungen (Jahr, Titel, Platzierungen, Wochen, Auszeichnungen, Anmerkungen) | Höchstplatzierung, Gesamtwochen, AuszeichnungChartplatzierungen (Jahr, Titel, Platzierungen, Wochen, Auszeichnungen, Anmerkungen) | Höchstplatzierung, Gesamtwochen, AuszeichnungChartplatzierungen (Jahr, Titel, Platzierungen, Wochen, Auszeichnungen, Anmerkungen) | Höchstplatzierung, Gesamtwochen, AuszeichnungChartplatzierungen (Jahr, Titel, Platzierungen, Wochen, Auszeichnungen, Anmerkungen) | Anmerkungen                            |
| Jahr | Titel       | DE | CH | FR | BEW | Anmerkungen                            |
| ---- | ----------- | --- | --- | --- | --- | -------------------------------------- |
| 2001 | L’essentiel | — | — | FR81 (2 Wo.)FR | — |                                        |
| 2004 | Puzzle      | — | CH21 (11 Wo.)CH | FR— ×2DoppelgoldFR | BEW2 Gold · (23 Wo.)BEW | Erstveröffentlichung: 8. November 2004 |
| 2012 | Best of     | — | — | — | BEW39 (56 Wo.)BEW |                                        |

Weitere Kompilationen
- 2002: Patrick Bruel
- 2007: S’laisser aimer

### EPs
- 1982: Vide

### Singles
| Jahr | Titel Album                                       | Höchstplatzierung, Gesamtwochen, AuszeichnungChartplatzierungen (Jahr, Titel, Album, Platzierungen, Wochen, Auszeichnungen, Anmerkungen) | Höchstplatzierung, Gesamtwochen, AuszeichnungChartplatzierungen (Jahr, Titel, Album, Platzierungen, Wochen, Auszeichnungen, Anmerkungen) | Höchstplatzierung, Gesamtwochen, AuszeichnungChartplatzierungen (Jahr, Titel, Album, Platzierungen, Wochen, Auszeichnungen, Anmerkungen) | Anmerkungen                                                                  |
| Jahr | Titel Album                                       | CH | FR | BEW | Anmerkungen                                                                  |
| ---- | ------------------------------------------------- | --- | --- | --- | ---------------------------------------------------------------------------- |
| 1985 | Comment ça va pour vous? (J’attends Lola) De Face | — | FR27 (19 Wo.)FR | — |                                                                              |
| 1989 | Casser la voix Alors regarde                      | — | FR3 Silber · (19 Wo.)FR | — |                                                                              |
| 1989 | Alors regarde                                     | — | FR3 (19 Wo.)FR | — |                                                                              |
| 1990 | J’te l’dis quand même… Alors regarde              | — | FR12 (20 Wo.)FR | — |                                                                              |
| 1991 | Place des grands hommes… Alors regarde            | — | FR4 (22 Wo.)FR | — |                                                                              |
| 1991 | Décalé Alors regarde                              | — | FR15 (13 Wo.)FR | — |                                                                              |
| 1991 | Qui a le droit… (Live) Si ce soir                 | — | FR1 Gold · (25 Wo.)FR | — |                                                                              |
| 1994 | Bouge! Bruel                                      | — | FR11 (12 Wo.)FR | — |                                                                              |
| 1994 | Combien de murs… Bruel                            | — | FR8 (18 Wo.)FR | — |                                                                              |
| 1995 | Pour exister (Live) On s’était dit… Tour 95       | — | — | BEW18 (10 Wo.)BEW |                                                                              |
| 1999 | Pour la vie Juste avant                           | CH90 (1 Wo.)CH | FR13 Silber · (20 Wo.)FR | BEW22 (6 Wo.)BEW |                                                                              |
| 1999 | Au café des délices Juste avant                   | — | FR13 (22 Wo.)FR | BEW20 (12 Wo.)BEW | Erstveröffentlichung: Juli 2000                                              |
| 1999 | Tout s’efface Juste Avant                         | — | FR36 (19 Wo.)FR | BEW32 (7 Wo.)BEW |                                                                              |
| 2002 | Mon amant de Saint-Jean Entre deux                | — | FR14 (21 Wo.)FR | BEW33 (3 Wo.)BEW | Erstveröffentlichung: August 2002                                            |
| 2002 | La complainte de la butte Entre deux              | — | FR48 (16 Wo.)FR | — | Erstveröffentlichung: 11. November 2002 mit Francis Cabrel                   |
| 2006 | J’m’attendais pas à toi Des souvenirs devant…     | — | — | BEW39 (1 Wo.)BEW |                                                                              |
| 2012 | Lequel de nous                                    | — | FR35 (16 Wo.)FR | BEW10 (12 Wo.)BEW | Erstveröffentlichung: 22. Oktober 2012                                       |
| 2013 | She’s Gone –                                      | — | FR181 (1 Wo.)FR | — | Erstveröffentlichung: 29. Januar 2013                                        |
| 2015 | Pourquoi ne pas y croire… Ce soir on sort…        | — | FR168 (1 Wo.)FR | — | Erstveröffentlichung: 30. März 2015 mit Youness El Guezouli und Idan Raichel |
| 2015 | Corsica Corsu – Mezu Mezu                         | — | FR27 (19 Wo.)FR | BEW43 (1 Wo.)BEW | Erstveröffentlichung: 3. Juli 2015 mit Patrick Fiori                         |
| 2018 | Tout recommencer Ce soir on sort…                 | — | — | BEW45 (2 Wo.)BEW | Erstveröffentlichung: 21. September 2018                                     |
| 2019 | Pas eu le temps Ce soir on sort…                  | — | FR— GoldFR | BEW39 (3 Wo.)BEW | Erstveröffentlichung: 11. Januar 2019                                        |
| 2023 | Origami Une fois encore                           | — | — | BEW42 (4 Wo.)BEW | Erstveröffentlichung: 29. September 2023 mit Ycare                           |
| 2025 | Démodé –                                          | — | — | BEW3 (… Wo.)BEW | mit Jean-Luc Fonck                                                           |

grau schraffiert: keine Chartdaten aus diesem Jahr verfügbar
Weitere Singles
- 1991: Casser la voix (Live)
- 1992: J’te l’dis quand même… (Live)
- 1999: J’te mentirais…

### Gastbeiträge
- 2005: Dit is mijn stem (Casser la voix) (Xander de Buisonjé feat. Patrick Bruel)

### Boxsets
- 2015: Des souvenirs devant/Lequel de nous

## Auszeichnungen für Musikverkäufe
| Goldene Schallplatte - Frankreich - 2014: für das Videoalbum Live 2014 - Schweiz - 2006: für das Videoalbum Poker Coach Platin-Schallplatte - Europa - 1991: für das Album Alors, regarde - 2000: für das Album Juste avant | 2× Platin-Schallplatte - Europa - 2004: für das Album Entre deux - Frankreich - 2007: für das Videoalbum Live 2007 - Kanada - 1993: für das Album Si Ce Soir Diamantene Schallplatte - Frankreich - 2003: für das Videoalbum Entre-Deux |

Anmerkung: Auszeichnungen in Ländern aus den Charttabellen bzw. Chartboxen sind in ebendiesen zu finden.
| Land/RegionAuszeichnungen für Musikverkäufe (Land/Region, Auszeichnungen, Verkäufe, Quellen) | Silber     | Gold       | Platin       | Diamant     | Verkäufe    | Quellen                                                   |
| -------------------------------------------------------------------------------------------- | ---------- | ---------- | ------------ | ----------- | ----------- | --------------------------------------------------------- |
| Belgien (BRMA)                                                                               | —          | 3× Gold3   | 4× Platin4   | —           | 230.000     | ultratop.be                                               |
| Europa (IFPI)                                                                                | —          | —          | 4× Platin4   | —           | (4.000.000) | ifpi.org (Memento vom 1. Januar 2014 im Internet Archive) |
| Frankreich (SNEP)                                                                            | 2× Silber2 | 6× Gold6   | 17× Platin17 | 4× Diamant4 | 6.802.500   | infodisc.fr snepmusique.com                               |
| Kanada (MC)                                                                                  | —          | —          | 2× Platin2   | —           | 200.000     | musiccanada.com                                           |
| Schweiz (IFPI)                                                                               | —          | 4× Gold4   | 2× Platin2   | —           | 158.000     | hitparade.ch                                              |
| Insgesamt                                                                                    | 2× Silber2 | 13× Gold13 | 29× Platin29 | 4× Diamant4 |             |                                                           |

## Filmografie (Auswahl)
| - 1979: Wirbelstürme des Lebens (Le Coup de sirocco) - 1980: Un pas dans la forêt (TV) - 1980: La Mort en sautoir (TV) - 1981: Le Rembrandt de Verrières (TV) - 1982: Ma femme s'appelle reviens - 1982: Paris-Saint-Lazare (TV) - 1982: Les Diplômés du dernier rang - 1983: Le Bâtard. - 1983: Le Grand carnaval - 1984: Les Malheurs de Malou (TV) - 1984: Zwei Fische auf dem Trockenen (Marche à l’ombre) - 1984: Ein Mann um die 50 (La Tête dans le sac) - 1985: P.R.O.F.S... und die Penne steht Kopf (P.R.O.F.S.) - 1985: Le Mariage blues (TV) - 1986: Bitterer Champagner (Champagne amer) - 1986: Ein Tag in Paris (Suivez mon regard) - 1987: Die Zeit des Verbrechens (Attention bandits!) - 1988: Das ermordete Haus (La Maison assassinée) - 1989: Waffenbrüder (L’Union sacrée) - 1989: Der Preis der Freiheit (Force majeure) - 1990: So sind die Tage und der Mond (Il y a des jours… et des lunes) - 1992: Sweetheart (Toutes peines confondues) - 1993: Doppelte Tarnung (Profil bas) - 1995: Hundert und eine Nacht (Les Cent et une nuits de Simon Cinéma) - 1995: Sabrina | - 1996: Jaguar (Le Jaguar) - 1997: K – Das Zeichen des Bösen (K) - 1998: Abseits (Hors jeu) - 1998: Magic Maggie (The Misadventures of Margaret) - 1999: Get The Dog – Verrückt nach Liebe (Lost & Found) - 2000: Le Marquis - 2001: Les Jolies choses - 2001: Milch der Zärtlichkeit (Le Lait de la tendresse humaine) - 2003: Sinbad – Der Herr der sieben Meere (Sinbad: Legend of the Seven Seas) - 2004: Une vie à t’attendre - 2004: El Lobo – Der Wolf (El Lobo) - 2006: Geheime Staatsaffären (L’ivresse du pouvoir) - 2006: O Jérusalem - 2007: Ein Geheimnis (Un secret) - 2009: Affären à la carte (Le code a changé) - 2012: Der Vorname (Le prénom) - 2012: Paris-Manhattan - 2013: Große Jungs – Forever Young (Les gamins) - 2014: Les yeux jaunes des crocodiles - 2014: Er liebt mich, er liebt mich nicht – Toujours l’amour (Tu veux ou tu veux pas) - 2015: Familie auf Rezept (Ange et Gabrielle) - 2017: Ein Sack voll Murmeln (Un sac de billes) - 2017: Una famiglia - 2019: Das Beste kommt noch (Le meilleur reste à venir) - 2021: Villa Caprice |

## Poker
Neben seinen beruflichen Erfolgen ist Bruel auch erfolgreicher Pokerspieler. Er gewann bei der World Series of Poker in Las Vegas im Mai 1998 ein Bracelet in der Variante Limit Hold’em sowie ein Preisgeld von 224.000 US-Dollar. Anfang März 2014 erreichte er beim Main Event der World Poker Tour in Los Angeles den Finaltisch und belegte den mit mehr als 330.000 Dollar dotierten vierten Platz. Insgesamt erspielte sich Bruel bisher über 1,5 Millionen US-Dollar an Live-Preisgeldern. Er wird vom Onlinepokerraum Winamax gesponsert.
Auf dem französischen Sender canalplus präsentiert Bruel gelegentlich die Übertragung der World Poker Tour.